# كريس أوبري
كريس أوبري (بالإنجليزية: Chris Aubrey)‏ هو لاعب دارت بريطاني، ولد في 16 ديسمبر 1991 في إنجلترا في المملكة المتحدة.

## وصلات خارجية
- كريس أوبري على موقع DartsDatabase.co.uk (الإنجليزية)